# Simon Dupree and the Big Sound
Simon Dupree and the Big Sound var en brittisk popgrupp som bildades av bröderna Derek Shulman (född Derek Victor Shulman 11 februari 1947 i Glasgow i Skottland) på sång, Phil Shulman (född Philip Arthur Shulman 27 augusti 1937 i Glasgow) som sjöng och spelade saxofon och trumpet och Ray Shulman (född Raymond Shulman 8 december 1949 i Portsmouth i England) som sjöng och spelade gitarr, fiol och trumpet.
Bandets första namn var The Howling Wolves och sen bytte de namn till The Road Runners. Förutom Shulman bröderna bestod bandet också av basisten Peter O'Flaherty (född 8 maj 1944 i Gosport i Hampshire i England), keyboardisten Eric Hine (född Eric Raymond Lewis Hines 4 september 1944 i Portsmouth) och trummisen Tony Ransley (född Anthony John Ransley 17 maj 1944i Portsmouth). De fick skivkontrakt 1966. Deras första singel "I See the Light" blev ingen hit. Bandet fick sin enda stora hit med låten "Kites" 1967 som var en topp 10-hit på UK Singles Chart. Gruppens nästa singel "For Whom the Bells Toll" från 1968 blev en mindre hit. Gruppen upplöstes 1969. Shulmanbröderna var med och bildade den progressiva rockgruppen Gentle Giant 1970.

## Diskografi
Studioalbum
- Without Reservations (1969) (#39 på UK Albums Chart)

Samlingsalbum
- Amen (1982)
- Part Of My Past (2004)

Singlar
- "I See the Light" / "It Is Finished" (1966)
- "Reservations" / "You Need A Man" (1967)
- "Day Time Night Time" / "I've Seen It All Before" (1967)
- "Kites" / "Like The Sun Like The Fire" (1967) (#9 UK Singles Chart)
- "For Whom the Bells Toll" / "Sleep" (1968) (UK #43)
- "Part Of My Past" / "This Story Never Ends" (1968)
- "Thinking About My Life" / "Velvet and Lace" (1968)
- "We Are the Moles, Part 1" / "We Are the Moles, Part 2" (1968)
- "Broken Hearted Pirates" / "She Gave Me The Sun" (1969)
- "The Eagle Flies Tonight" / "Give It All Back" (1969)